# معركة سارداراباد
معركة سارداراباد هي معركة وقعت خلال 21–29 مايو 1918م بالقرب من سارداراباد في أرمينيا خلال الحملة القوقازية التي قامت بها الدولة العثمانية ، وتمثل هذه المعركة جزء من الحرب العالمية الأولى . بعد انتصار الأرمن تم إنشاء الجمهورية الأولى في أرمينيا وعقدت معاهدة باطومي والتي اعتراف فيها الإمبراطورية العثمانية بأرمينيا كدولة مستقلة .